# Валлериус, Юхан Готтшальк
Юхан Готтшальк Валлериус (Йоган Готшальк, Иоган Готшальк) (швед. Johan Gottschalk Wallerius, 11 июля 1709 — 16 ноября 1785) — шведский натуралист (естествоиспытатель), химик, минералог, доктор медицины, профессор медицины, фармацевт, философ и писатель.

## Биография

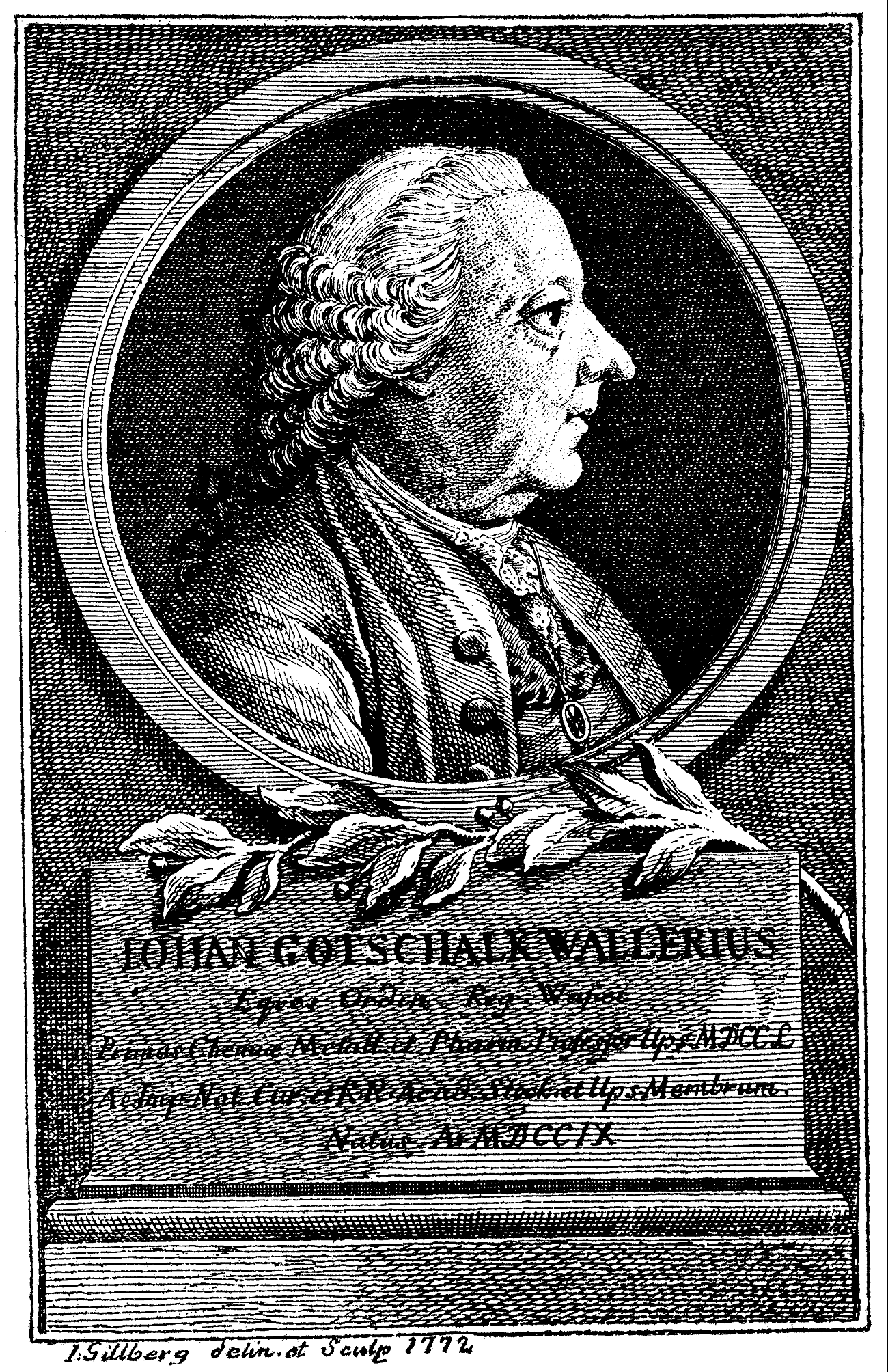
Юхан Готтшальк Валлериус (гравюра 1772 года)

Родился в центральной Швеции в 140 км западнее Стокгольма (пос. Стура-Мелёса в провинции Нерке) 11 июля 1709 года.
После домашнего образования и школы в 1725 году поступил в Уппсальский университет. Он изучал математику у профессора Цельсия, а также физику и медицину. В 1731 году получил диплом магистра. Он продолжил обучение в Лундском университете, где получил степень доктора медицины в 1735 году.
Валлериус стал адъюнкт-профессором медицины в Уппсальском университете в 1741 году и первым обладателем новой кафедры химии, медицины и фармации в 1750 году. 34 года преподавал химию.
В 1767 году вышел на пенсию по состоянию здоровья.
На собственной ферме занялся вопросами питания растений и применения химии в сельском хозяйстве.
23 декабря 1776 года Валлериус был избран почетным членом Императорской академии наук и художеств в Санкт-Петербурге. Результаты
голосования: 16 — «за», 1 — «против».
Скончался в Уппсале 16 ноября 1785 года.

## Награды
- 1772 — Орден Вазы[12]

## Членство в организациях
- С 1750 года член Шведской королевской академии наук[8].
- C 1763 года член Общества наук в Уппсале
- С 1776 года почётный член Петербургской АН[13].

## Научная деятельность
Юхан Валлериус в 1732 году заинтересовался минералогией и горным делом. Он изучил шахты и металлургию горной Швеции, начал собирать коллекцию минералов. В городах Лунд и Копенгаген он изучал университетские и Королевские минералогические коллекции. Этот опыт пригодился ему в преподавании химии, горной науки и фармацевтики.
Он ввёл систему химической классификации минералов.
Его основные труды были по общей химии, агрономии, воде, металлургии и экономике.
Валлериус получил известность не новыми научными открытиями, а благодаря применению оригинальных способов исследований в минералогии, прикладной химии и в сельском хозяйстве.

## Публикации
Основные научные труды:

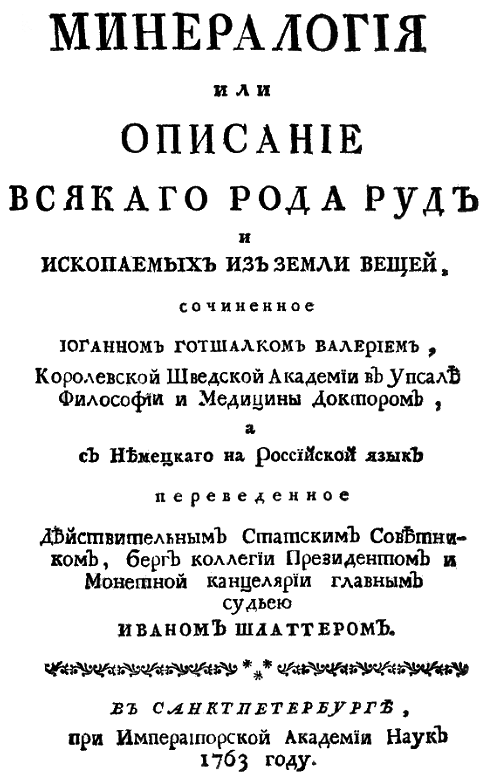
Единственный перевод на русский, 1763 год.

- Wallerius J. G. Mineralogia, eller mineral-riket, indelt och beskrifvit. Stockholm: Salvii, 1747. [36], [1] 479 s.; То же на нем. яз. Berlin: Nicolai, 1750. [48], [1] 600, [32] S.; То же на фр. яз. Paris: Durand, Pissot, 1753. [2], 569, [3] p.; То же на русск. яз. Валлерий И. Г. Минералогия или описание всякаго рода руд и ископаемых из земли вещей, сочиненное Иоганном Готшалком Валерием, Королевской Шведской академии в Упсале философии и медицины доктором, а с немецкаго на российский язык переведенное действительным статским советником, Берг коллегии президентом и Монетной канцелярии главным судьею Иваном Шлаттером. СПб: ИАН, 1763. [6], 699, [34] с.[14].
- Wallerius J. G. Agriculturae fundamenta chemica, åkerbrukets chemiska grunder. Upsaliae, 1761. 8, (4), 322 p.; То же на англ. The natural and chemical elements of agriculture. London, York: Bell, Etherington, 1770. 198 p.; То же на итал. яз. Elementi di agricoltura fisica e chimica. Venezia: Foglierini, 1791. 234 p.
- Wallerius J. G. Tankar om verldenes, i synnerhet jordenes danande och ändring. Stockholm, 1776. [6], 184, [4] s.; То же на лат. яз. Meditationes physicochemicae de origine mundi, imprimis geocosmi ejusdemque metamorphosi. Stockholmiae, Upsaliae, 1779. 243 p.; То же на фр. яз. De l’origine du monde, et de la terre en particulier; ouvrage dans lequel l’auteur de´veloppe ses principes de chymie et de mineralogy. Varsovie, Paris: Bastien, 1780. 6, VII-C, 360 p.; То же на итал. яз. Della origine del mondo e della terra: Opera in cui l’autore sviluppa i suoi principj di chimica, e di mineralogia: 2 vols. Napoli: Roland, 1783. Vol. 1. IX, [1], 68, 82, [2] p.; Vol. 2. VII, [1], 199 p.; То же на нём. Physisch-chemische Betrachtungen über den Ursprung der Welt, besonders der Erdwelt und ihrer Veränderung: mit einem Kupfer. Erfurt, 1782. 398 S.
- Wallerio J. G. Systema mineralogicum, qvo corpora mineralia in classes, ordines, genera et species, suis cum varietatibus divisa, describuntur, atqve observationibus, experimentis et figuris aeneis illustrantur: 2 t. Holmiae: Salvii, 1772—1775. T. 1: 1772. 432 p.; T. 2: 1775. 640 p.; 2-е изд. испр. Systema mineralogicum, qvo corpora mineralia in classes, ordines, genera et species, suis cum varietatibus divisa describuntur, atqve observationibus, experimentis et figuris aeneis illustrantur: 2 t. Vindobonae: Krausiana, 1778. T. 1. [16], [1] 448, [38] p.; T. 2. [12], [1] 640, [30] p.; То же на нем. яз. Mineralsystem, worin die Fossilien nach Klassen, Abtheilungen, Gattungen, Arten und Spielarten angeordnet, beschreiben und durch Beobachtungen, Versuche und Abbildungen erläutert werden: in einen Auszug gebracht und mit äußern Beschreibungen und Zusäzen vermehrt, herausgegeben von Nathanael Gotfried Leske: 2 vols. Berlin: Nicolai: Vol. 1. 1781. XVI, [5], 396 S.; Vol. 2. 1783. [XII], [9], 572, [14] S.